# Leão da catedral de Valladolid
O leão da catedral de Valladolid era uma espécie de pelourinho situado na praça de Santa Maria, onde se encontrava a antiga colegiata. Desde 1158 serviu como local de castigo e punição para as más mulheres e de tribuna para realizar os pregões e as sentenças. Foi todo um símbolo na cidade medieval.
Foi feito para comemorar a vitória dos cristãos sobre o mouro Olid. Desta lenda derivam os argumentos defensores do topónimo Vale de Olid.
A queda da única torre da catedral em 1841 levou-se por diante este antigo monumento, que em anos anteriores tinha sido transladado desde a praça de Santa Maria até ao átrio da catedral.